# Jeff Becerra
Jeffrey Benjamin Becerra Sr. (født 15. juni 1968 i Richmond, Californien) i USA er en musiker, bedst kendt for sin position som vokalist i det amerikansk thrash-/dødsmetal-band Possessed. Jeff Becerra anses som en af ophavsmændene bag vokalstilen growl, brugt første gang på bandets demo, Seven Churches i 1985. Dette bidrog til at definere Possessed som et af verdens første dødsmetalbands. Siden 1989 har Becerra siddet i kørestol som et resultat af et røveri, hvor han blev skudt og lammet fra brystet og ned.

## Fodnoter
1. 1 2   Albert Mudrian Choosing Death 2003. Feral House side.69
2. ↑  Possessed Arkiveret 22. september 2008 hos  Wayback Machine på Rockdetector
3. ↑  "Blabbermouth.net: POSSESSED Legend JEFF BECERRA 'Gravely Ill' – Sep. 22, 2008". Arkiveret fra originalen 3. november 2008. Hentet 12. juli 2009.